# Іаковос Камбанелліс
Іаковос Камбанелліс (грец. Ιάκωβος Καμπανέλλης), іноді також Іаковос Кампанелліс (3 грудня 1922, острів Наксос — 29 березня 2011, Афіни, Греція) — грецький драматург, сценарист, поет і письменник, журналіст. Багатьма істориками мистецтва вважається батьком сучасного театру Греції.

## Біографія
Народився на острові Наксос, найбільшому з Кіклад. 1935 року родина переїхала до Афін, де він мешкав решту життя за винятком років ув'язнення у нацистському концентраційному таборі Маутгаузен. Будучи підлітком, працював повний день і не мав змоги регулярно відвідувати шкільні заняття, навчався у вечірній школі.
1940 році в добу Другої світової війни приєднався до грецького Руху Опору, став одним з найактивніших діячів підпільного партизанського руху. Коли постала загроза викриття, спробував втекти на Близький Схід, згодом намагався дістатись Швейцарії через Австрію, однак німці все одно перехопили Камбанелліса і ув'язнили у концтаборі Маутгаузен, де він залишався до 5 травня 1945 року, коли союзні війська звільнили табір.
Після повернення до Афін Камбанелліс зрозумів, що грецький театр процвітає в основному завдяки діяльності Каролоса Куна (1908—1987) — режисера, який залишив свій неповторний слід в сучасній історії Греції. Іаковос Камбанелліс був надзвичайно вражений тією емоційною силою, якою володіло мистецтво театру. Тоді він вирішив, що театр ніколи не втратить своєї актуальності, і саме за давнім мистецтвом майбутнє.
Він мріяв стати актором, однак, не маючи атестата про закінчену середню освіту, не міг подати заявку на вступ до драматичної школи. Тоді Камбанелліс вирішив спробувати себе як драматург. Уже перша його п'єса «Танець на траві», поставлена в театрі 1950 року, миттєво здобула визнання як глядачів, так і критиків. Згодом Іаковос Камбанелліс написав понад 50 п'єс для театру, деякі з них неодноразово ставилися різними режисерами в Греції та за кордоном, перекладені іноземними мовами.
Крім того Іаковос Камбанелліс у своїх поетичних оповіданнях відродив давньогрецькі міфи, дещо осучаснивши їх та викладаючи через призму своїх особистих емоцій. Проте незважаючи на його власну інтерпретацію, суть міфів та основні поворотні моменти сюжетів завжди залишались незмінними.
Іаковос Камбанелліс здійснив значний внесок і в розвиток грецького кінематографу. Його ім'я пов'язане із плеядою авангардних кінорежисерів, він сам став автором 12 сценаріїв до кінострічок, дві з яких сам зняв. Зокрема написав сценарій до «Стелли» Міхаліса Какоянніса та «Дракона і річки» Нікоса Кунтуроса.
1963 року вийшла друком автобіографія Іаковоса Камбанелліса під назвою «Маутхаузен», присвячена кільком останнім місяцям виживання у концтаборі Маутгаузен, перед тим, як в'язні були звільнені союзницькою армією. Автор розповідає також про надзвичайну романтичну історію між двома колишніми в'язнями.
Згодом Іоанніс написав вірші, покладені на музику Мікісом Теодоракісом і широко відомі як кантата «Маутхаузен» у виконанні Марії Фарантурі. В подальшому Іаковос Камбанелліс також співпрацював із новогрецькими композиторами Маносом Хатзідакісом, Ставросом Ксархакосом. Іаковос Камбанелліс був членом Афінської академії і членом Грецького центру Міжнародного театрального інституту і його Ради.
Помер Іаковос Камбанелліс 29 березня 2011 року в Афінах, на 89 році життя. З офіційними зверненнями виступили президент Греції Каролос Папуліас, прем'єр-міністр Йоргос Папандреу, дирекція Національного театру Греції, композитор Мікіс Теодоракіс, лідери провідних політичних партій Антоніс Самарас, Дора Бакоянні, Алексіс Ципрас, Фотіс Кувеліс.

## Театральні постановки
| Рік     | Транслітерація                 | Назва п'єси                    | Постановлена в театрі               |
| ------- | ------------------------------ | ------------------------------ | ----------------------------------- |
| 1950    | Choros pano sta stachya        | Χορός πάνω στα στάχυα          | Ad. Lemos Company                   |
| 1955–56 | Evdomi imera tis dimourgias    | Έβδομη μέρα της δημιουργίας    | Національний театр Греції           |
| 1957    | Aftos kai to panteloni tou     | Αυτός και το παντελόνι του     | Театр Василіса Діамантопулоса       |
| 1957    | Kryfi zoi                      | Κρυφή ζωή                      | Театр Василіса Діамантопулоса       |
| 1957–58 | I Avli ton Thavmaton           | Αυλή των Θαυμάτων              | Арт-Театр                           |
| 1958–59 | I ilikia tis nihtas            | Η ηλικία της νύχτας            | Арт-Театр                           |
| 1959    | O Gorillas ke i Ortansia       | Ο Γορίλας και η Ορτανσία       | Театральна компанія Е. Вертіса      |
| 1959–60 | Paramythi choris onoma         | Παραμύθι χωρίς Όνομα           | Новий театр Василіса Діамантопулоса |
| 1963–64 | Geitonia ton angelon           | Γειτονιά των αγγέλων           | Karezis Company                     |
| 1966–67 | Viva Aspasia                   | Βίβα Ασπασία                   | Karezis Company                     |
| 1966–67 | Odissea yirise spiti           | Οδυσσέα γύρισε σπίτι           | Арт-Театр                           |
| 1970–71 | Apikia ton timorimenon         | Αποικία των τιμωρημένων        | Експериментальний театр Ріальдіса   |
| 1971–72 | Aspasia                        | Ασπασία                        | Karezis-Kazakou Company             |
| 1972–73 | To megalo mas tsirko           | Το μεγάλο μας τσίρκο           | Karezis-Kazakou Theatre             |
| 1974    | To kouki kai to revythi        | Το κουκί και το ρεβύθι         | Karezis-Kazakou Theatre             |
| 1975    | O ehthros Laos                 | Ο εχθρός λαός                  | Karezis-Kazakos Company             |
| 1976–77 | Prossopa yia violi ke orhistra | Πρόσωπα για βιολί και ορχήστρα | Арт-Театр                           |
| 1978–79 | Ta tessera podia tou trapeziou | Τα τέσσερα πόδια του τραπεζιού | Арт-Театр                           |
| 1981    | O babas o polemos              | Ο μπαμπάς ο πόλεμος            | Арт-Театр                           |
| 1988    | O aoratos Thiasos              | Ο αόρατος Θίασος               | Національний театр Греції           |